# Thomas Culpeper (2e baron Culpeper)
Pour les articles homonymes, voir Thomas Culpeper.
Thomas Culpeper (parfois Colepeper) (baptisé le 21 mars 1635 – 27 janvier 1689), 2e baron Culpeper de Thoresway, l'une des premières fortunes d'Angleterre à la fin du XVIIe siècle, est gouverneur de la Virginie, où il est propriétaire d'une vaste plantation à Northern Neck, de 1677 à 1682, même s'il ne rendit sur place qu'à partir de 1680.

## Biographie
Il est le fils de Judith et John Colepeper, royaliste convaincu et lieutenant du roi Charles Ier d’Angleterre, décapité par les protestants, qui perd tous ses biens dans la guerre civile précédant la Première Révolution anglaise, vient s'installer en 1650 dans le Nouveau Monde, car il est l'un des cinq bénéficiaires des dons de terre effectués par le roi Charles II à ses partisans. Son astuce ayant contribué à sortir le jeune Prince de Galles d'Angleterre et à l'envoyer en exil en France, sa fidélité est récompensée par ce don de plus de 2,5 millions d'hectares de terre en Virginie. Le loyer annuel de ces terres situées entre le Potomac et le Rappahanock est de 6 livres sterling 13 shillings et 4 pence.
Cet immense territoire, situé entre le Potomac et le Rappahannock sert à accueillir une compagnie entière de cavaliers fidèles du roi d'Angleterre en exil. En 1669 cependant, cette patente est abandonnée afin de permettre à Thomas Culpeper II, qui est parvenu à racheter les parts de ses associés, d'en acquérir une nouvelle.
Thomas Colpeper a auparavant épousé en 1659 l'héritière hollandaise Margaret van Hesse avant de revenir à Londres lors de la restauration anglaise. La dot de sa riche épouse lui permet d'acheter en 1663 le château de Leeds auprès des créanciers du domaine de Sir Cheney qui venait de faire faillite en 1660.
Thomas Colpeper a épousé en premières noces Catherine Culpeper, la fille de Warham Saint-Léger of Ulcombe, investisseur et commandant de navire dans l'expédition du corsaire Walter Raleigh, qui en fait un des propriétaires de Roanoke Island (Caroline du Nord), le site de la Lost Colony en 1584. Warham est ruiné quand le projet se termine en catastrophe et est forcé de vendre le château de Leeds en 1618 à Richard Smythe. Sa sœur Frances Culpeper est l'épouse successive de Samuel Stephens, William Berkeley et Philip Ludwell
Ce château construit au siècle précédent par le roi Henri VIII pour égaler les fastueux palais de la Renaissance en France, a été cédé par la couronne d'Angleterre au père de Waram, Anthony St Leger, en reconnaissance de la politique conciliatoire qu'il poursuivit en Irlande pour le roi Henri VIII alors qu'il était Lord Député d'Irlande.
Charles II est obligé de le démettre en 1682, car il s'est approprié pour environ 9000 sterling sur le budget de la colonie en relevant les impôts. il est alors remplacé par son cousin le colonel Nicholas Spencer (1633–89) lié au grand-père de George Washington, esclavagiste réputé pour sa formule "il faut le rendre le moins cher possible, et les noirs peuvent le rendre moins cher que les blancs", qui avait sa propre plantation de tabac, Nomini Creek.
La fortune familiale perdue est reconstituée dans les plantations de Virginie, à travers Thomas Colpeper. Son petit-fils Thomas Fairfax de Cameron (1693-1781) hérite de la propriété de Northern Neck, qui lui est cependant contestée car la Province de Virginie fait valoir qu'il s'agit des terres en dehors du périmètre de la province au moment de leur attribution. Un autre de ses petits-fils, le colonel William Fairfax, est le patron de George Washington, dans la plantation de Belvoir sur le Potomac avant d'émigrer en 1752 dans la vallée de Shenandoah, où il construit "Greenway Court". Ces deux petits-fils de Thomas Colpeper, sont les premiers amis de George Washington, qui leur doit une partie de sa fortune.